# Siphlonurus binotatus
Siphlonurus binotatus is een haft uit de familie Siphlonuridae. De wetenschappelijke naam van de soort is voor het eerst geldig gepubliceerd in 1892 door Eaton.
De soort komt voor in het Palearctisch gebied.